# Saint-Baudille-de-la-Tour
Saint-Baudille-de-la-Tour és un municipi francès situat al departament de la Isèra i a la regió d'Alvèrnia-Roine-Alps. L'any 2007 tenia 717 habitants.

## Demografia

### Població
El 2007 la població de fet de Saint-Baudille-de-la-Tour era de 717 persones. Hi havia 260 famílies de les quals 48 eren unipersonals (28 homes vivint sols i 20 dones vivint soles), 76 parelles sense fills, 120 parelles amb fills i 16 famílies monoparentals amb fills.
La població ha evolucionat segons el següent gràfic:
Habitants censats

### Habitatges
El 2007 hi havia 366 habitatges, 268 eren l'habitatge principal de la família, 62 eren segones residències i 36 estaven desocupats. 357 eren cases i 8 eren apartaments. Dels 268 habitatges principals, 231 estaven ocupats pels seus propietaris, 34 estaven llogats i ocupats pels llogaters i 3 estaven cedits a títol gratuït; 7 tenien dues cambres, 17 en tenien tres, 101 en tenien quatre i 143 en tenien cinc o més. 233 habitatges disposaven pel capbaix d'una plaça de pàrquing. A 90 habitatges hi havia un automòbil i a 169 n'hi havia dos o més.

### Piràmide de població
La piràmide de població per edats i sexe el 2009 era:
| Homes | Edats   | Dones |
| ----- | ------- | ----- |
| 0     | 95 o +  | 0     |
| 0     | 90 a 94 | 0     |
| 4     | 85 a 89 | 0     |
| 4     | 80 a 84 | 8     |
| 0     | 75 a 79 | 8     |
| 8     | 70 a 74 | 4     |
| 4     | 65 a 69 | 8     |
| 12    | 60 a 64 | 8     |
| 20    | 55 a 59 | 20    |
| 16    | 50 a 54 | 16    |
| 16    | 45 a 49 | 20    |
| 24    | 40 a 44 | 28    |
| 16    | 35 a 39 | 16    |
| 40    | 30 a 34 | 28    |
| 20    | 25 a 29 | 28    |
| 12    | 20 a 24 | 16    |
| 20    | 15 a 19 | 20    |
| 12    | 10 a 14 | 16    |
| 28    | 5 a 9   | 24    |
| 20    | 0 a 4   | 20    |

## Economia
El 2007 la població en edat de treballar era de 477 persones, 374 eren actives i 103 eren inactives. De les 374 persones actives 345 estaven ocupades (197 homes i 148 dones) i 29 estaven aturades (8 homes i 21 dones). De les 103 persones inactives 35 estaven jubilades, 40 estaven estudiant i 28 estaven classificades com a «altres inactius».

### Ingressos
El 2009 a Saint-Baudille-de-la-Tour hi havia 275 unitats fiscals que integraven 739,5 persones, la mediana anual d'ingressos fiscals per persona era de 20.027 €.

### Activitats econòmiques
Dels 21 establiments que hi havia el 2007, 3 eren d'empreses de fabricació d'altres productes industrials, 7 d'empreses de construcció, 2 d'empreses financeres, 7 d'empreses de serveis, 1 d'una entitat de l'administració pública i 1 d'una empresa classificada com a «altres activitats de serveis».
Dels 6 establiments de servei als particulars que hi havia el 2009, 1 era un paleta, 1 guixaire pintor, 3 fusteries i 1 lampisteria.
L'any 2000 a Saint-Baudille-de-la-Tour hi havia 18 explotacions agrícoles que ocupaven un total de 950 hectàrees.

## Equipaments sanitaris i escolars
El 2009 hi havia una escola elemental integrada dins d'un grup escolar amb les comunes properes formant una escola dispersa.

## Poblacions més properes
El següent diagrama mostra les poblacions més properes.